# 费城艺术博物馆
费城艺术博物馆（英語：Philadelphia Museum of Art）是美国最大的美术馆之一，位于费城本杰明·富兰克林公园大道的西端。该博物馆成立于1876年，以配合同年举行的美国首届世界博览会，更有纪念美国百年诞辰的重大意义。建筑为新古典主义风格。建馆之初的宗旨则参考了位于英国伦敦的南肯辛顿博物馆（现在的维多利亚和阿尔伯特博物馆）。1877年5月10日正式向公众开放。

## 历史
費城藝術博物館創立於1876年，源於當年美國舉辦费城美国独立百年博览会。原址位於西費城的百年紀念廳內，但因為距離市區較遠，於是在1919年時決定在現址興建新館。由時任市長托马斯·史密斯以共济会的仪式为该建筑奠基，並於9年後竣工。占地10英畝（40,000平方），所在地为一废弃的水库。第一部分在1928年初完成。准希腊复兴风格，设计者为贺拉斯·楚姆鲍尔和詹青格等。建筑的立面使用的是明尼苏达白云石。其三角楣饰面向大道，装饰着希腊众神雕塑。还有一只狮鹫，在20世纪70年代作为博物馆的象征。博物馆大楼的绰号为本杰明·富兰克林公园大道上的帕德嫩神廟。
博物馆的藏品超过227,000件，历史跨度达2000多年。

## 建築物
- 本館
- 羅丹博物館（Rodin Museum）
- 佩雷爾曼館（Ruth and Raymond G. Perelman Building（英语：Perelman Building））：2007年開館。館藏大多是服飾、紡織品、當代藝術及攝影作品。
- 位於費爾蒙特公園（Fairmount Park）內的兩幢歷史建築物——Cedar Grove Mansion（英语：Cedar Grove Mansion）及Mount Pleasant Mansion（英语：Mount Pleasant Mansion），亦歸博物館所管轄。

## 著名藏品

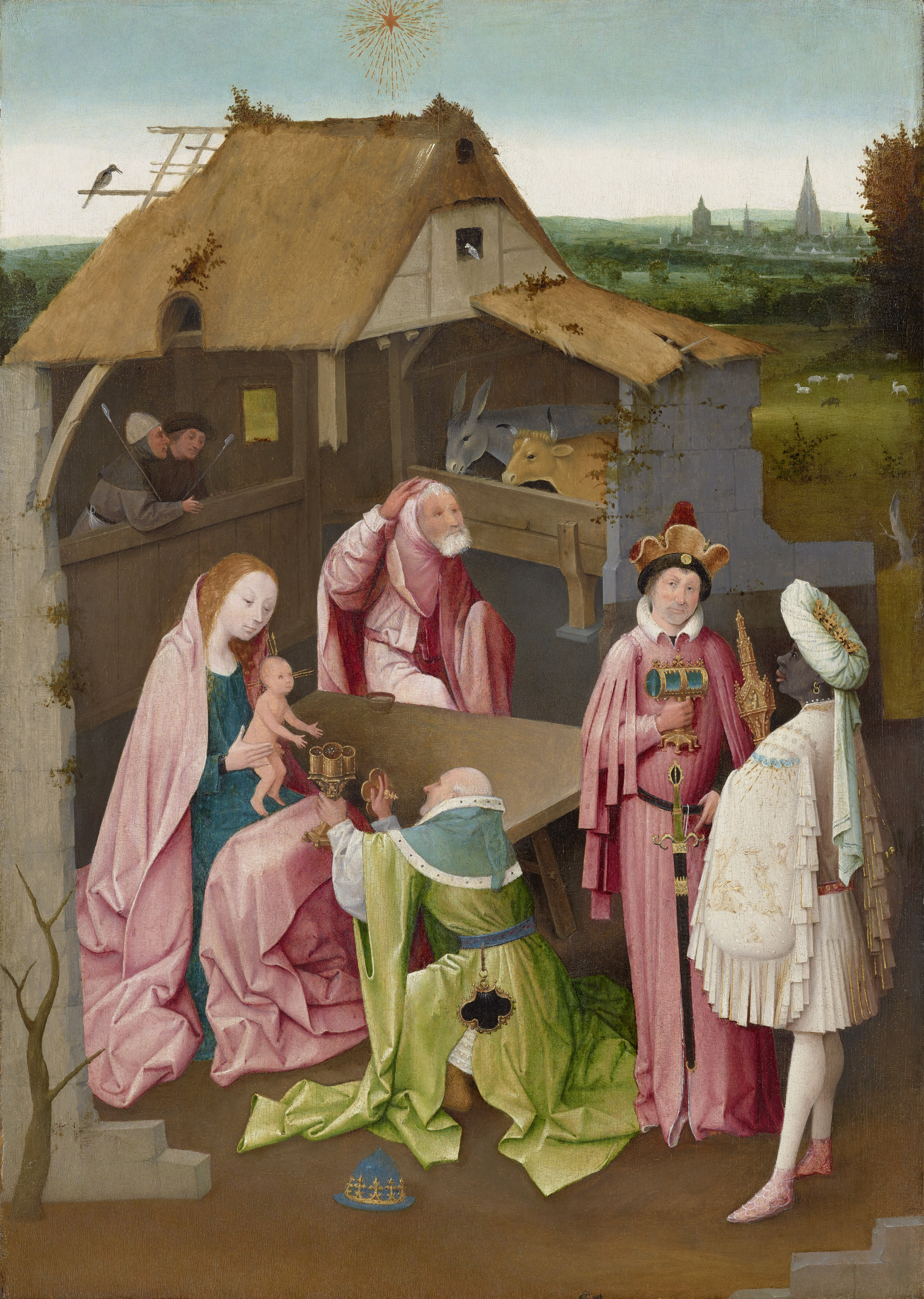
耶罗尼米斯·博斯 Epiphany, c. 1475-1480
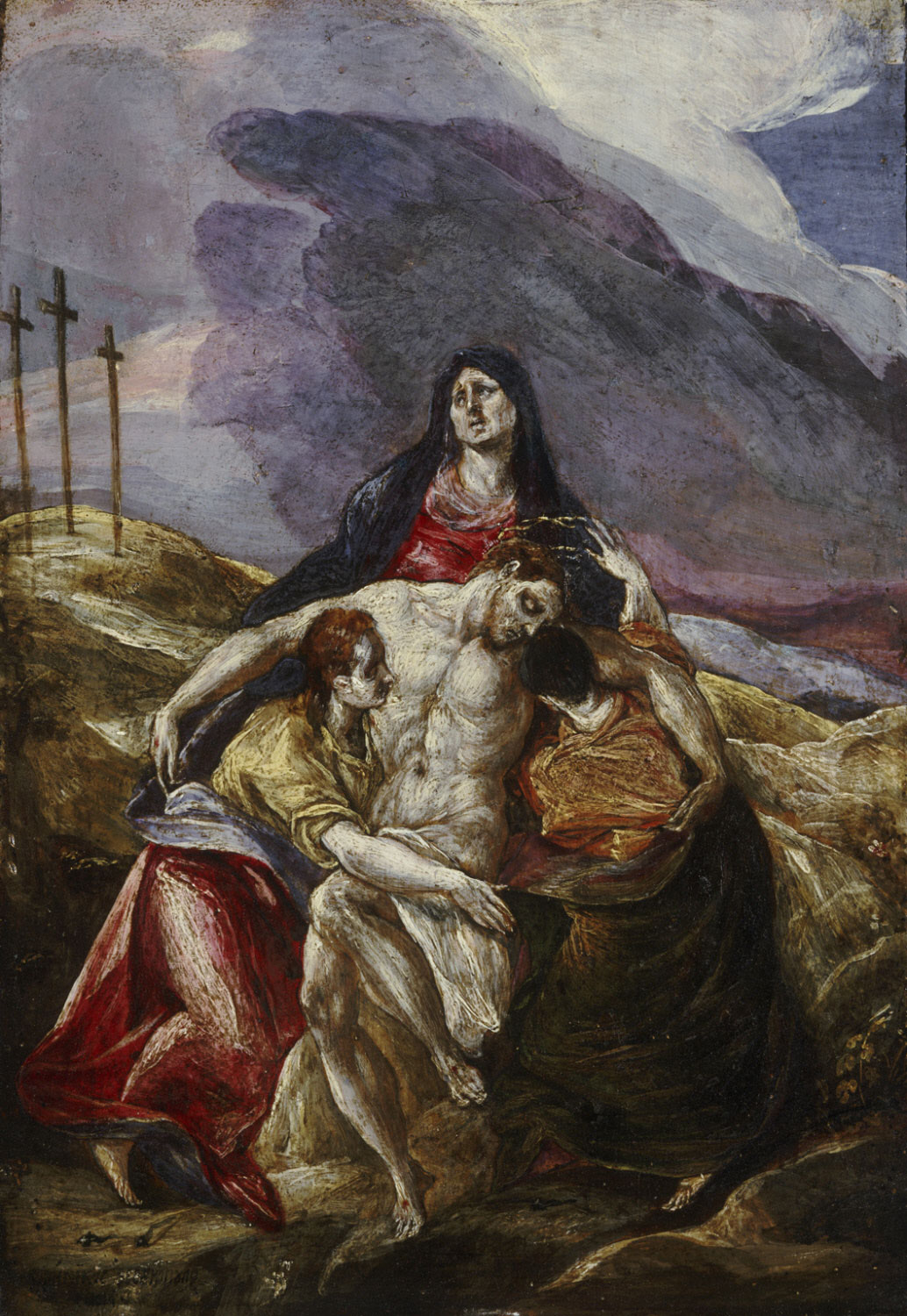
格雷考, Pietà, 1571-1576
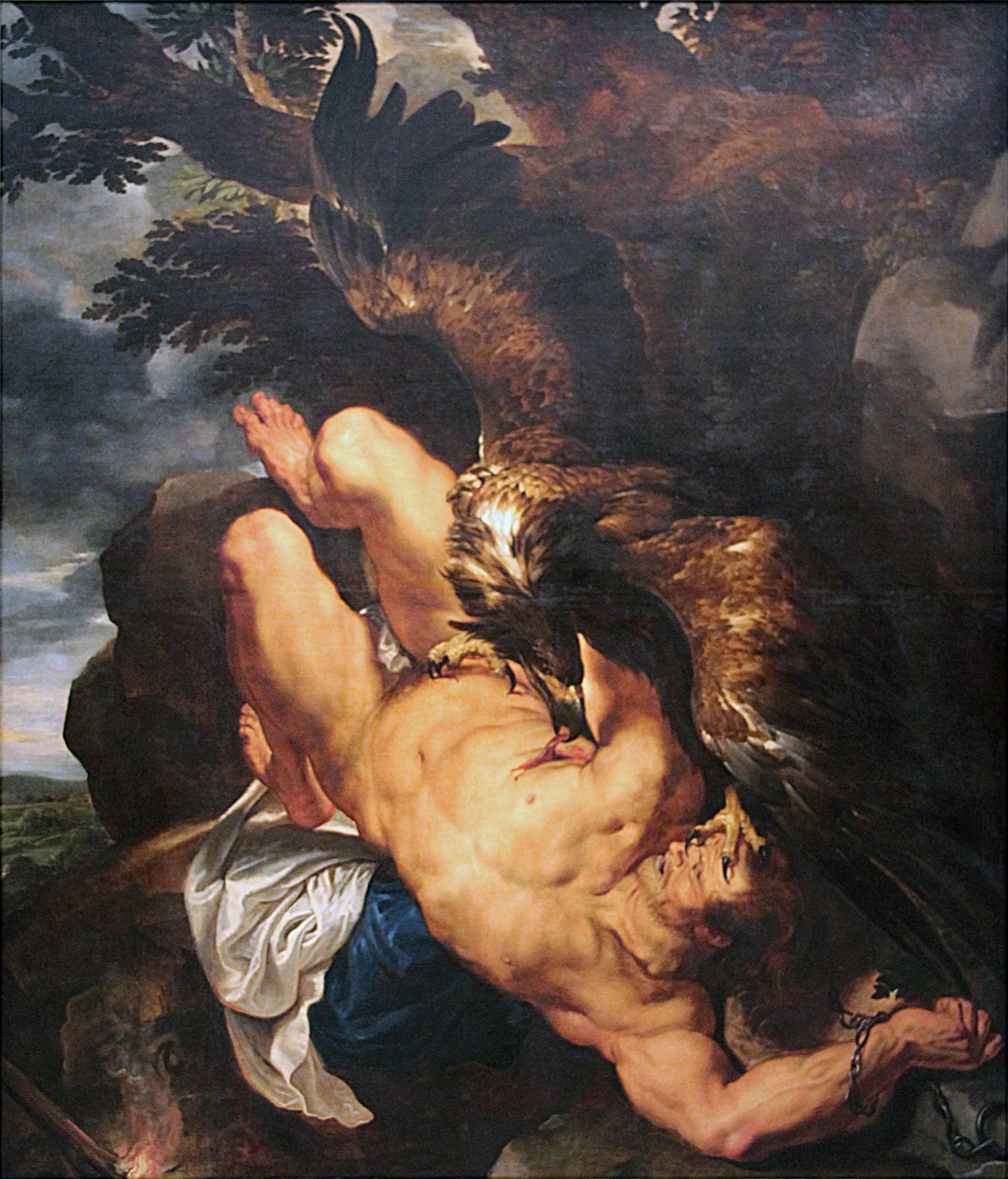
彼得·保罗·鲁本斯, Prometheus Bound, 1611-12
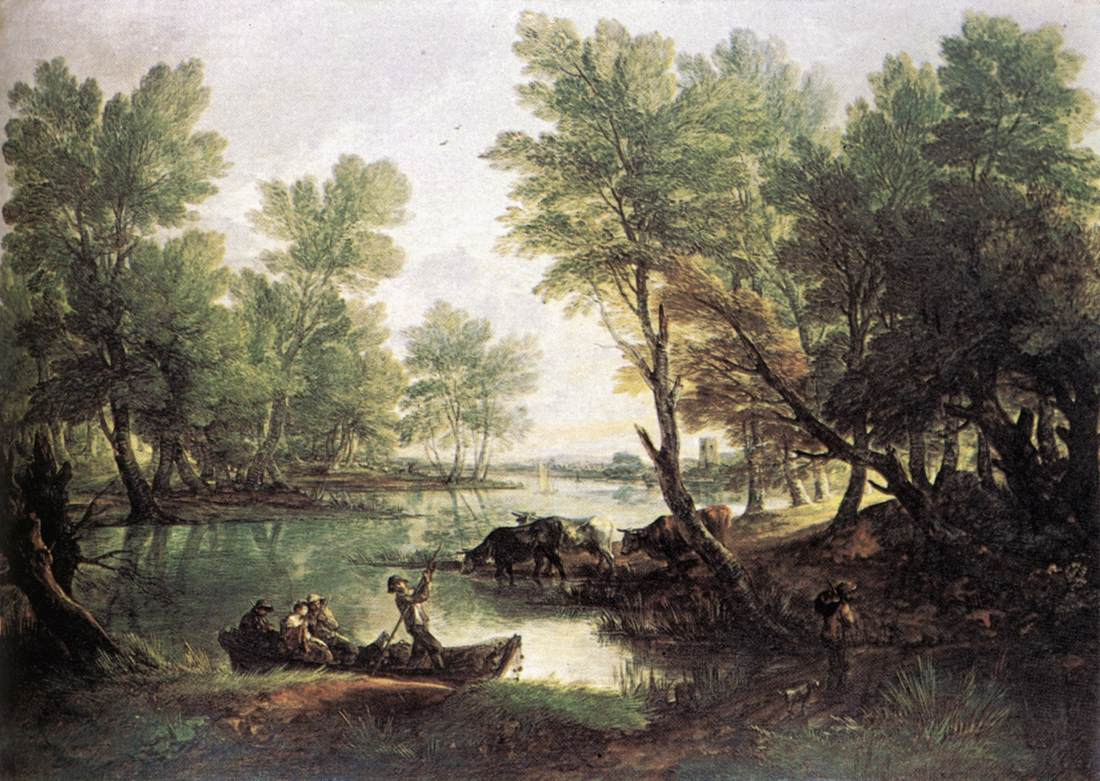
托马斯·庚斯博罗 River Landscape, 1768-1770
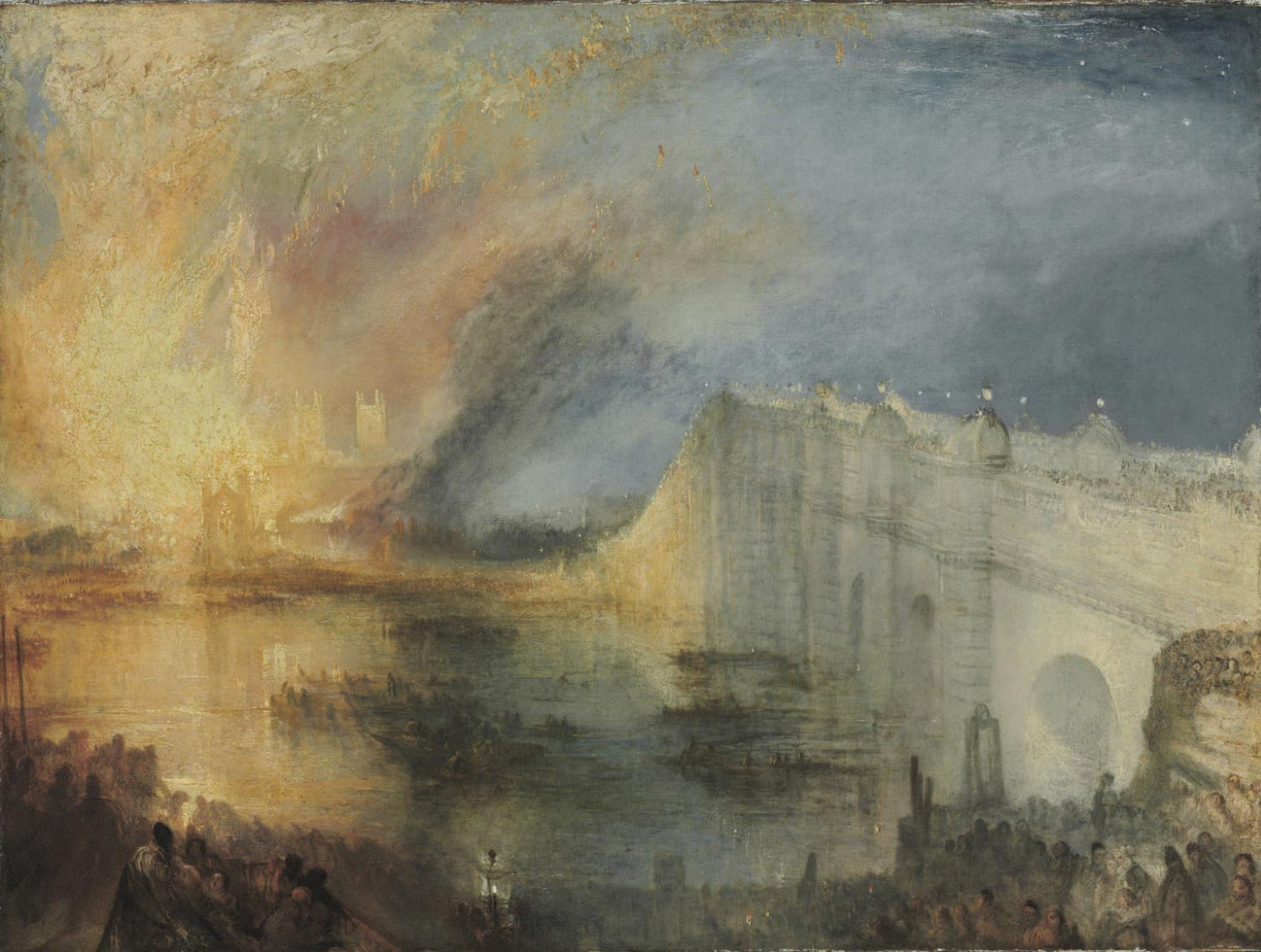
约瑟夫·玛罗德·威廉·透纳, The Burning of the Houses of Lords and Commons, 1835
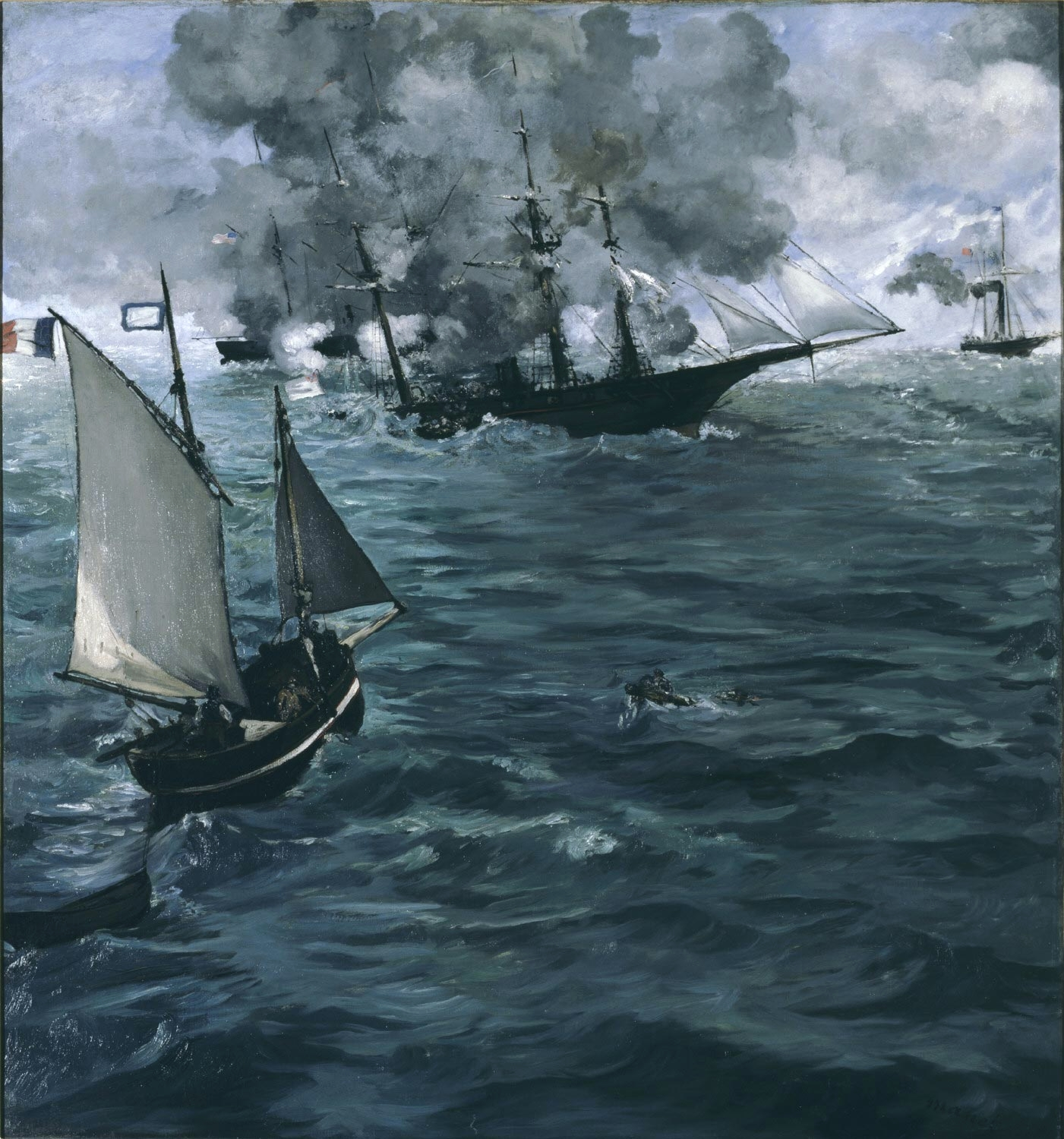
愛德華·馬奈, The Battle of The Alabama and Kearsarge, 1864
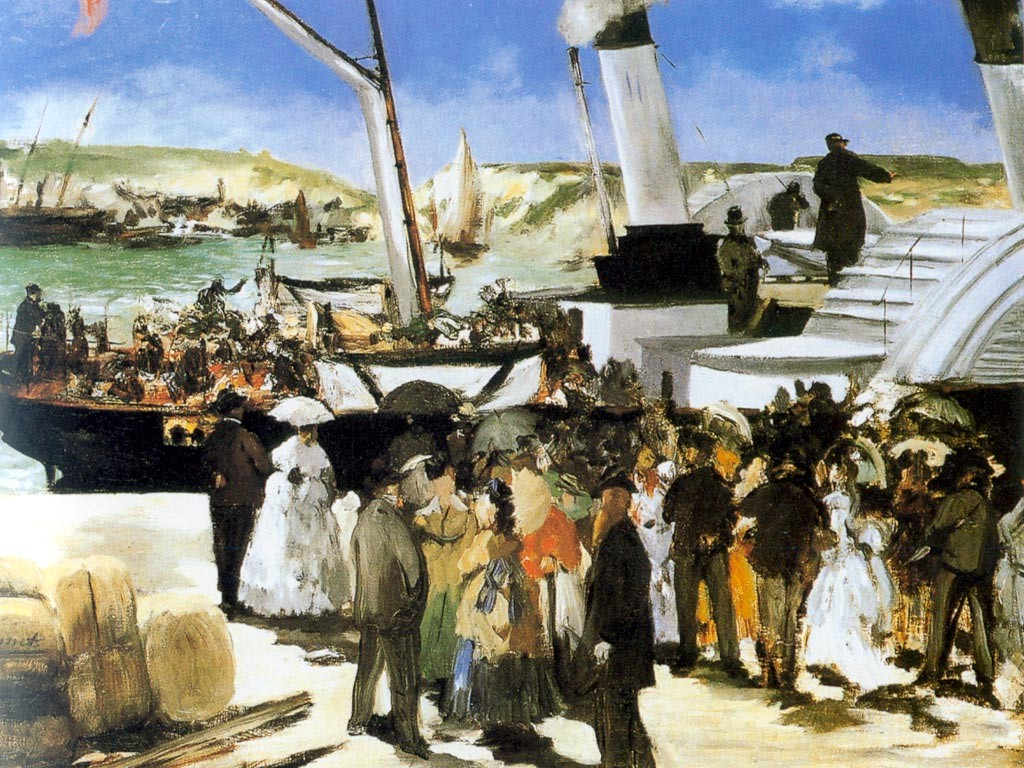
愛德華·馬奈, The Departure of Steam Folkestone, 1869
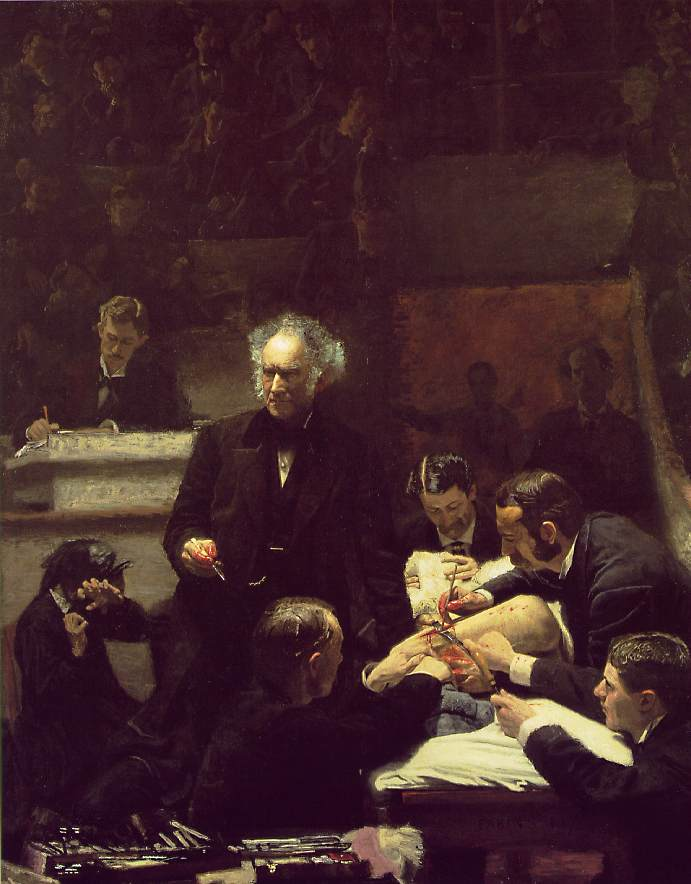
湯姆·艾金斯, The Gross Clinic, 1875
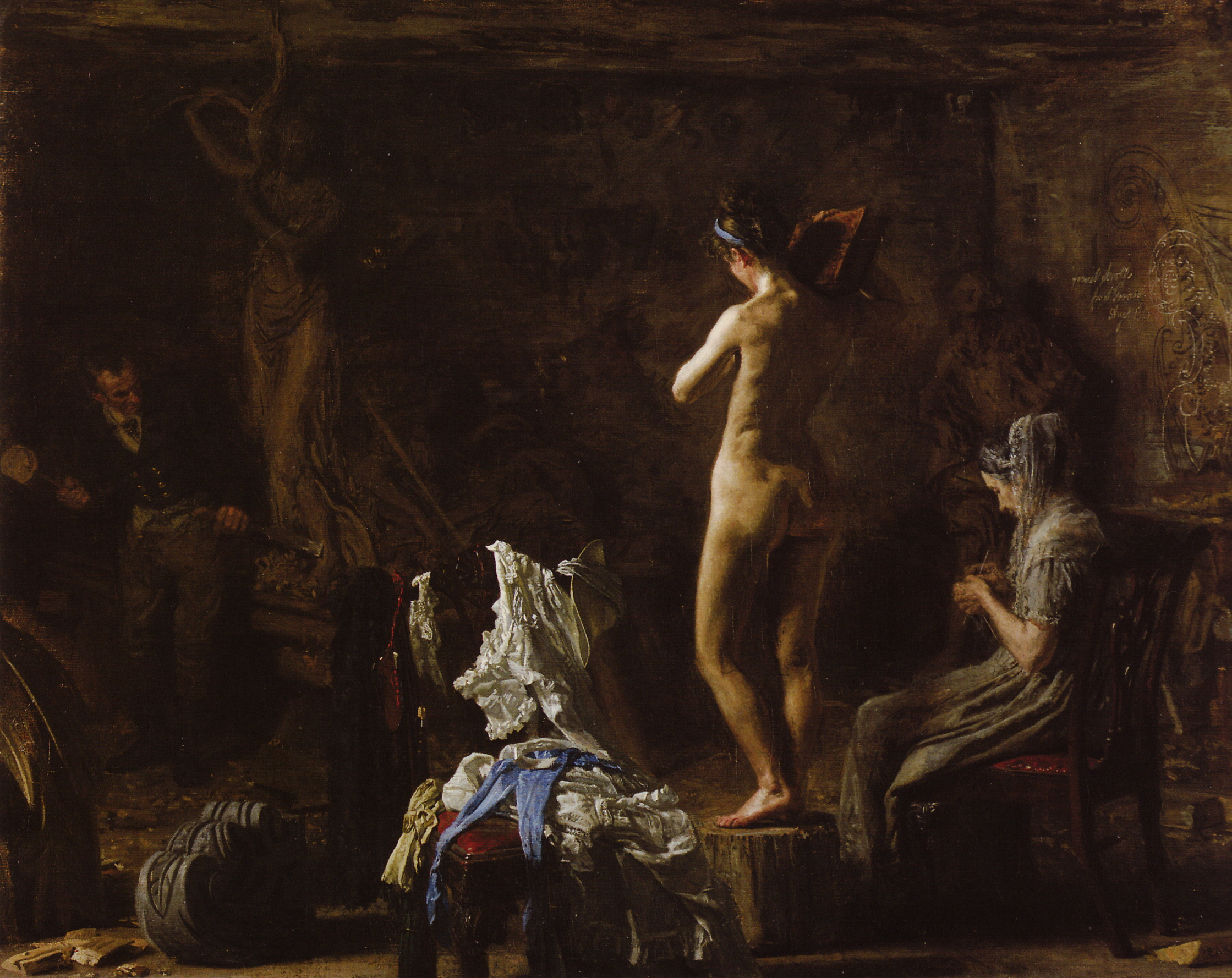
湯姆·艾金斯：威廉·拉什雕刻象征斯库尔基尔河的人像，1876-1877
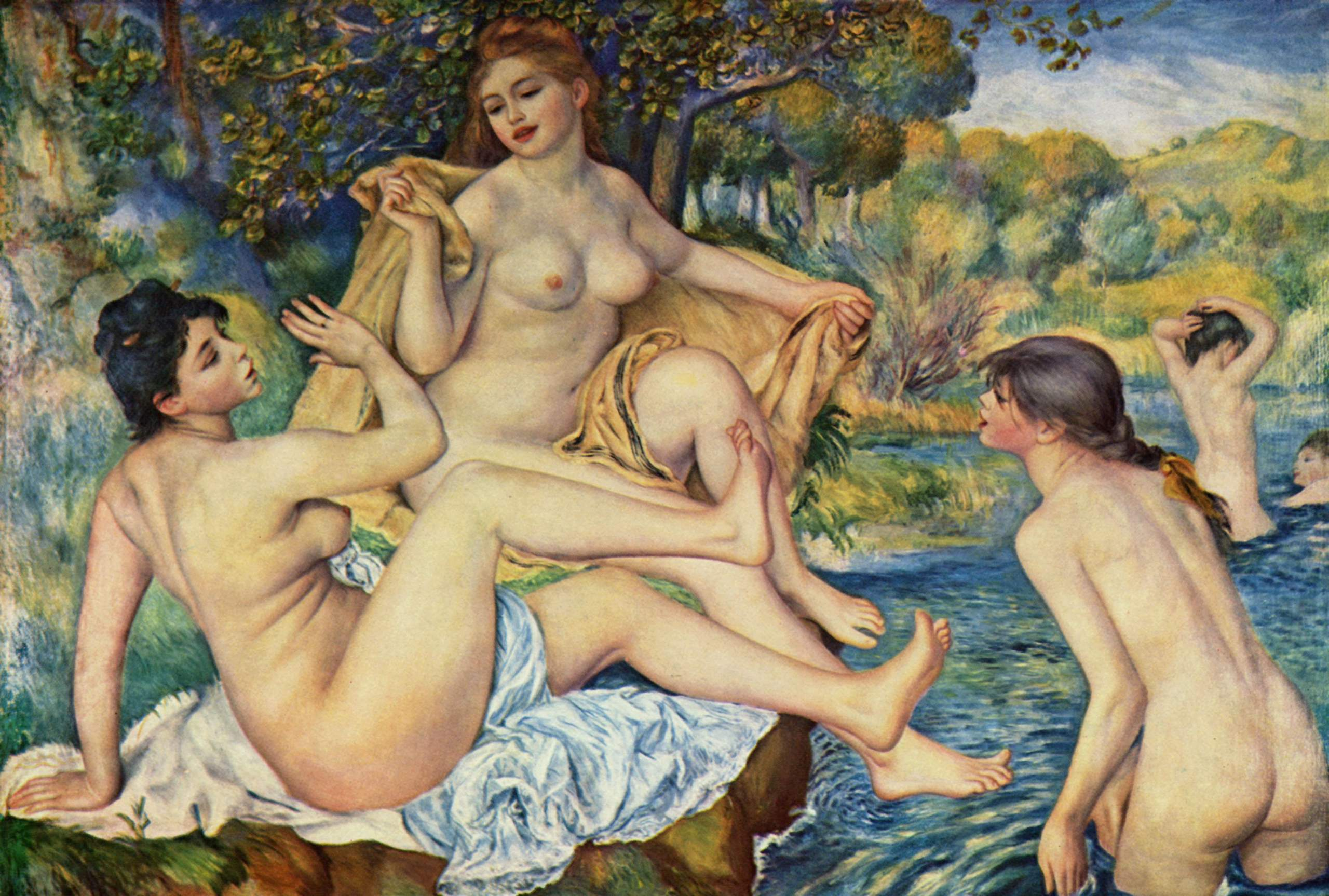
皮耶-奧古斯特·雷諾瓦, The Large Bathers, 1887
喬治·秀拉：格蘭德·加特的陰天，1888
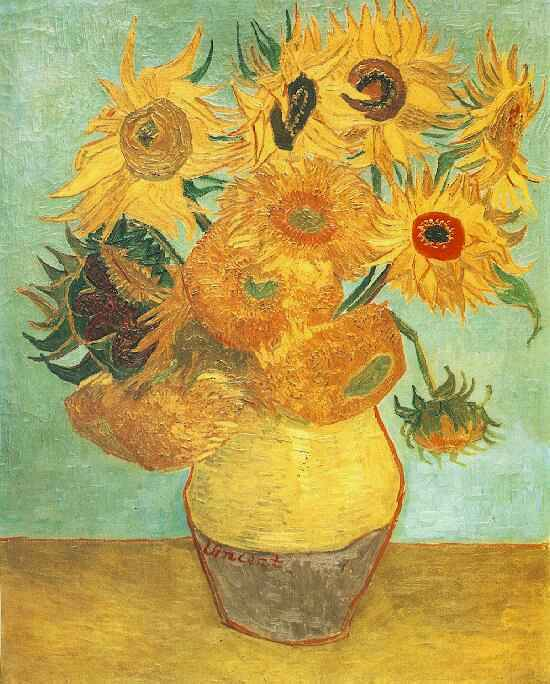
梵高：花瓶和十二朵向日葵，阿尔勒, 1889
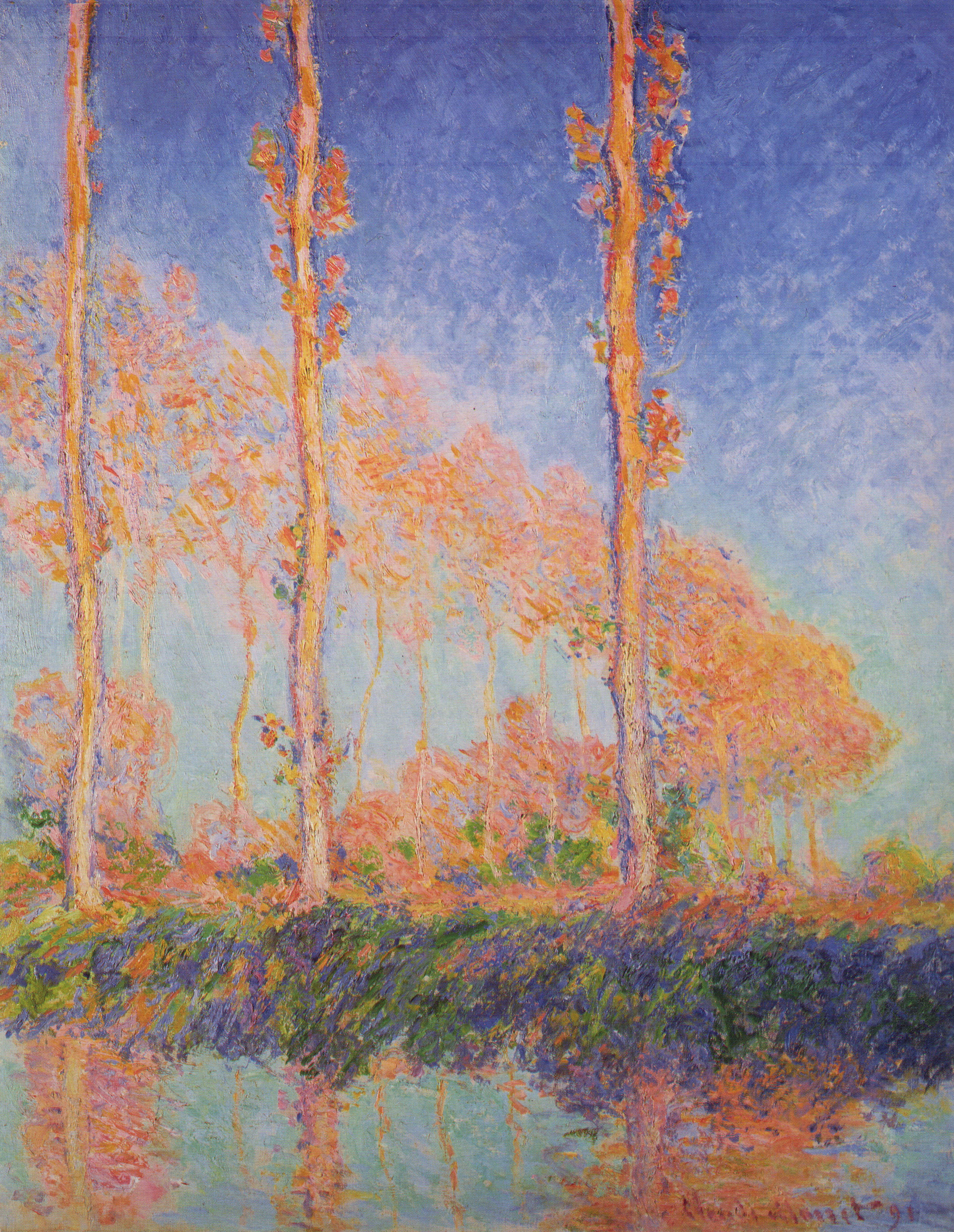
克洛德·莫奈：《杨树（秋）》，1891
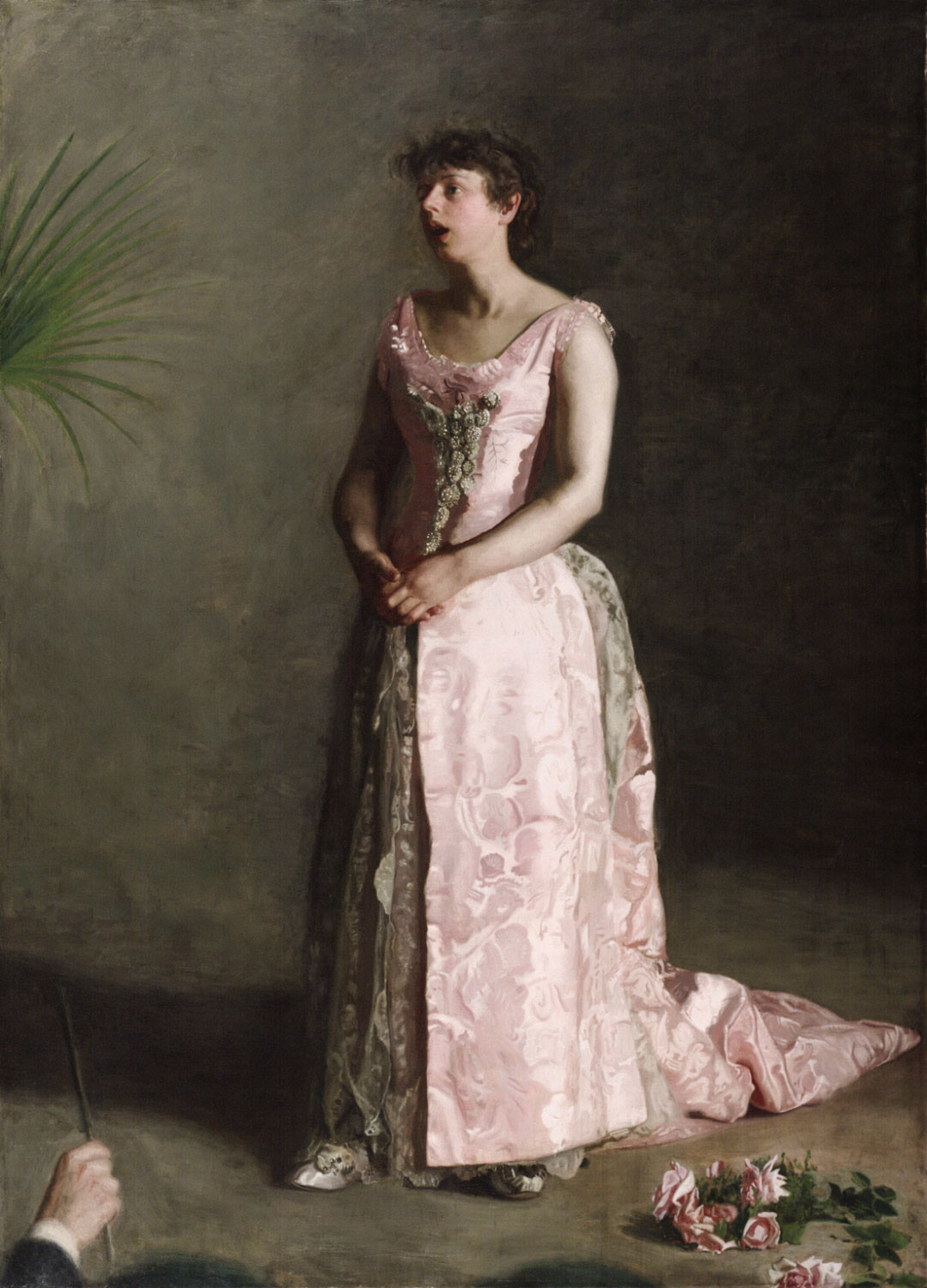
湯姆·艾金斯：演唱会歌手，1890-1892
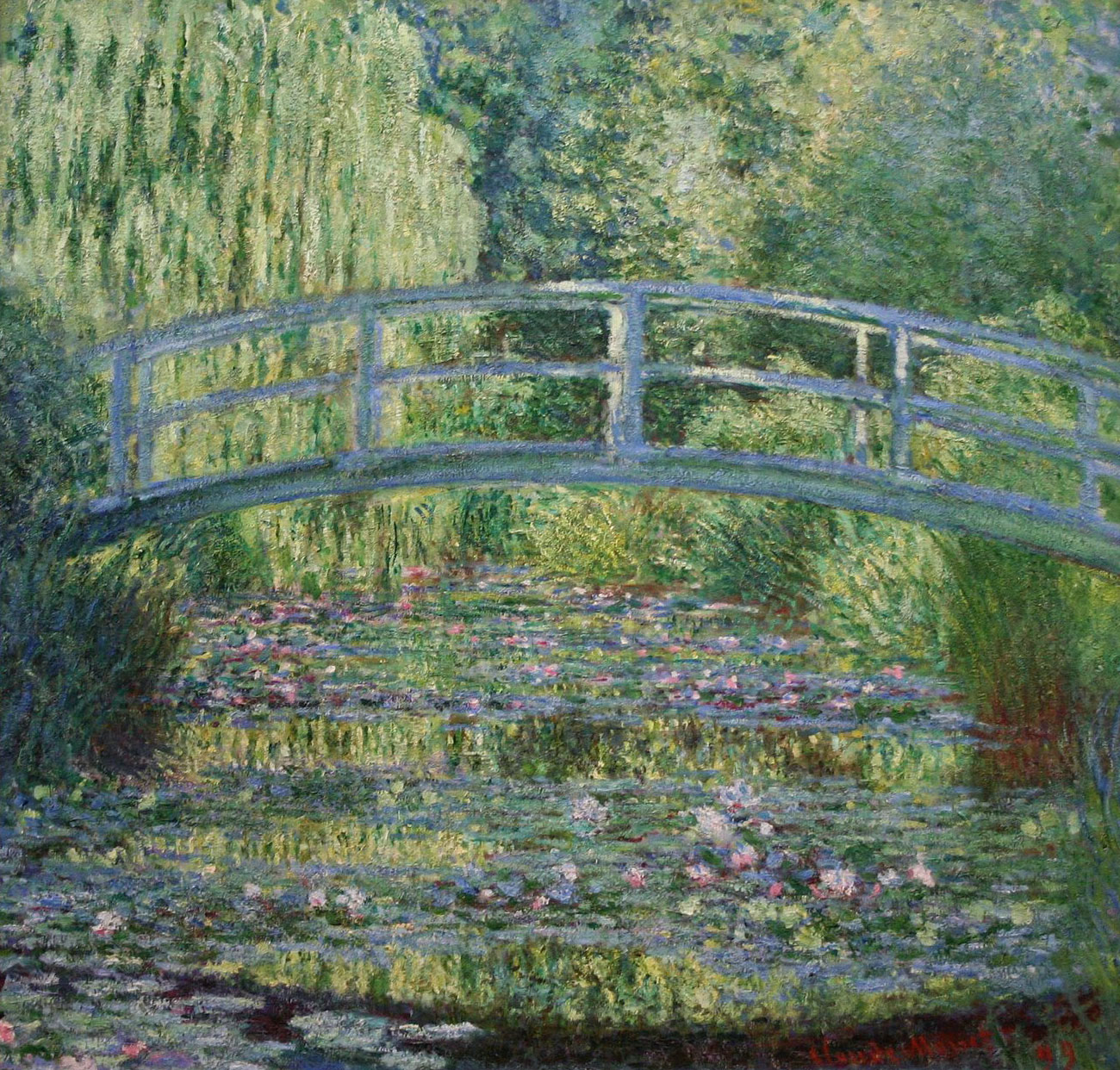
克洛德·莫奈, Japanese Bridge and Water Lilies, c.1899
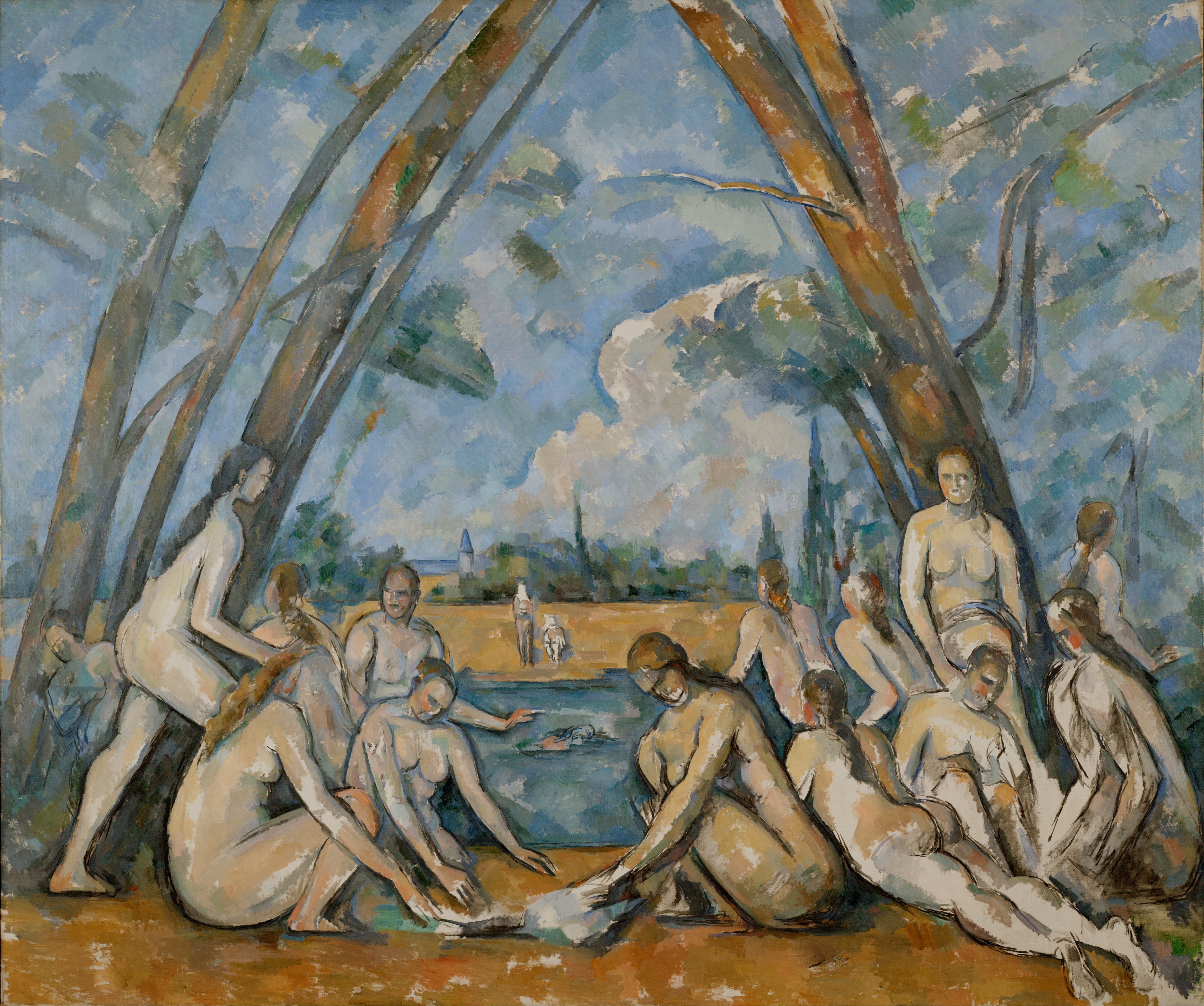
保罗·塞尚, The Bathers, 1898-1905

## 佚聞
位於費城藝術博物館本館前方的72級石級，及稱為洛奇階梯（Rocky Steps）。全因這裡是當年史泰龍在《洛奇》時跑步特訓的場景。

## 外部連結
- 費城藝術博物館（页面存档备份，存于）（英文）